# Demografía de Argelia

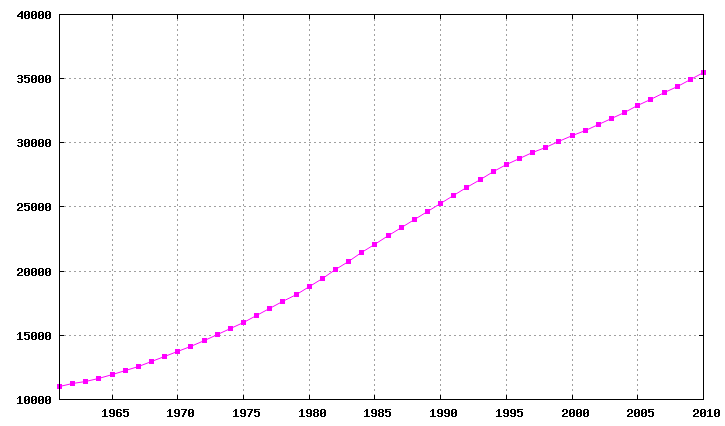
Demografía de Argelia, Datos de la FAO, año 2005 ; miles de habitantes.

El 91 % de la población de Argelia vive a lo largo de la costa mediterránea lo que representa el 12% de la superficie terrestre total del país. El 45 % de la población es urbana y la urbanización continua, a pesar de los esfuerzos del gobierno para desalentar la migración a las ciudades. Actualmente, 14,182,736 argelinos viven en el espacio urbano mientras 14,990,959 viven en las áreas rurales. Cerca de 1.5 millones de nómadas y beduinos semi establecidos viven todavía en el área del Sahara. De acuerdo con el The World Factbook (El libro de datos mundiales), se estima que el 29,9% de la población es menor de 15 años.
El 97% de la población es clasificada étnicamente como Bereber/Árabe y religiosamente un 98,5% es musulmán del grupo suní, los pocos que no son sunitas son fundamentalmente ibadíes (1,3%) del valle de M'Zab. También existen comunidades, principalmente extranjeras, de católicos. El país alberga una comunidad de alrededor de 5000
saharauis, habitantes autóctonos del Sahara Occidental que abandonaron su país natal tras la invasión de Marruecos en 1976 y, constituyó una república en el exilio, la República Árabe Saharaui Democrática.
La población de Argelia es resultado de la afluencia de tribus árabes sedentarias y nómadas procedentes de Arabia desde la conquista musulmana del Magreb en el siglo VII, con una importante oleada en el siglo XI. La mayoría de los argelinos se identifican con una identidad de base árabe desde el siglo XX.
El sistema educativo de Argelia ha crecido rápidamente desde 1962; en los últimos 12 años, la asistencia estudiantil se ha duplicado, alcanzando los 5 millones de estudiantes. La educación es gratuita y obligatoria hasta los 16 años. A pesar de la asignación del gobierno de recursos sustanciales, la presión de la población y una grave escasez de maestros han afectado gravemente al sistema, así como los ataques terroristas contra la infraestructura educacional durante los años 20. En el 2000, el gobierno efectuó una revisión masiva del sistema educativo.
Los problemas de vivienda y salud continúan siendo de gravedad en Argelia. La falta de infraestructuras y el constante flujo de personas de zonas rurales a urbanas. Según el Programa de las Naciones Unidas para el Desarrollo, Argelia tiene una de las ratios más altas de ocupación por unidad de vivienda, y oficialmente el gobierno ha declarado públicamente que el país tiene un déficit inmediato de 1,5 millones de viviendas.

## Evolución demográfica
- 1800: 1,5 millones.
- 1850: 2,6 millones.
- 1890: 4 millones.
- 1900: 4,7 millones.
- 1910: 5,5 millones.
- 1920: 5,8 millones.
- 1930: 6,5 millones.
- 1940: 7,6 millones.
- 1950: 8,8 millones.
- 1960: 10,9 millones.
- 1970: 14,3 millones.
- 1980: 18,8 millones.
- 1990: 25 millones.
- 2000: 31,2 millones.

## Datos demográficos tomados deThe World Factbookde la CIA

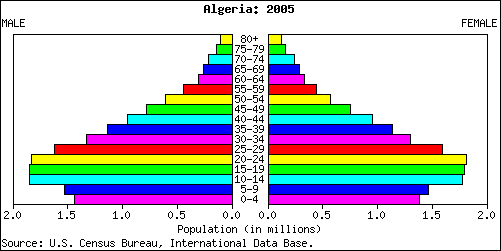
Pirámide de población de Argelia

### Población
35,500,000 (1 de diciembre de 2010.) Según las Organización Mundial de la Salud

### Estructura de edades
0–14 años: 28.1% (hombres 4,722,076/mujeres 4,539,713)
15–64 años: 67.1% (hombres 11,133,802/mujeres 10,964,502)
65 años y más: 4.8% (hombres 735,444/mujeres 834,554) (2006 est.)

### Crecimiento poblacional
1.22% (2006 est.)

### Tasa bruta de natalidad
17.14 nacimientos/1,000 habitantes (2006 est.)

### Tasa bruta de mortalidad
4.61 muertes/1,000 habitantes (2006 est.)

### Saldo migratorio
-0.35 migrante(s)/1,000 habitantes (2006 est.)

### Índice de masculinidad
Al nacimiento: 1.05 hombre(s)/mujeres
Menores de 15 años: 1.04 hombre(s)/mujeres
15–64 años: 1.02 hombre(s)/mujeres
65 años y más: 0.88 hombre(s)/mujeres
Población total: 1.02 hombre(s)/mujeres (2006 est.).....

### Mortalidad infantil
Total: 29.87 muertes/1,000 nacimientos vivos
Hombres: 33.62 muertes/1,000 nacimientos vivos
Mujeres: 25.94 muertes/1,000 nacimientos vivos (2006 est.)

### Esperanza de vida
Población total: 73.26 años
Hombres: 71.68 años
Mujeres: 74.92 años (2006 est.)

### Tasa total de fertilidad (TFR)
2,51 niños/mujer (2022 est.) (The World Factbook.)

### Gentilicio
Sustantivo: Argelino/a
Adjetivo: Argelino/a

### VIH/SIDA
Tasa de prevalencia en adultos: 0.1%; nota: no hay modelos específicos proporcionados por el país (2001 est.)
Personas viviendo con VIH/SIDA: 9,100 (2003 est.)
Muertes: Menos de 500 (2003 est.)

### Principales enfermedades infecciosas
Grado de riesgo: intermedio
Enfermedades transmitidas por la comida o el agua: Diarrea bacterial, hepatítis A, y fiebre tifoidea
Otras enfermedades: Leishmaniasis cutánea es de alto riesgo en algunas localidades (2005)

### Grupos étnicos

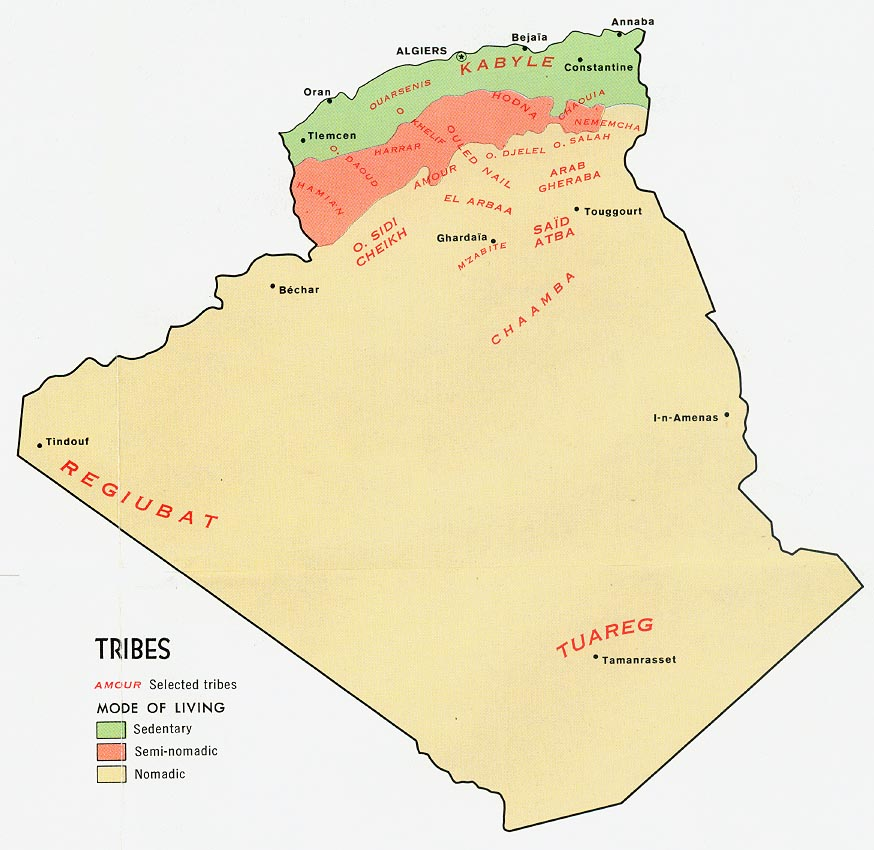
Mapa de tribus en Argelia (Fuente: EE. UU. Central Intelligence Agency (1971))

Berber/Arabé 99%, Europeo menos del 1%

### Genética
En un estudio reciente realizado en el noroeste de Argelia, los haplogrupos más comunes en la población argelina son:
- E3b2(M81) (45.1%) muy común en el noroeste de África y también encontrado en, mucha menor proporción, en Turquía, el oriente próximo, Los Balcanes, Europa del sur e Iberia
- J1(M267) (22.5%) Frecuente en Egipto y el medio oriente
- R1b3(M269) (10.8%) Típicos de Europa.
- E3a(M2) (7.8%) Que son de África subsahara
- E3b1(M78) (5.8%).

Sin embargo, en estudios genéticos reciente en la Universidad de Standford, se encontró que los árabes y los berberos tienen más similitudes genéticas que en algún tiempo se creyeron. Los genes mayoritariamente encontrados en tanto árabes como berberos son E-M35, Hg J, y J-M267 (encontrados en un 70% de los habitantes del medio oriente y 90% en África del Norte). Esto llevó a los científicos a concluir África del Norte tiene más genes árabes de lo que anteriormente se creía. Los argelinos del sur están más relacionados genéticamente con los árabes de los países del golfo, como Arabia Saudita, Yemen y los Emiratos Árabes Unidos. Los Argelinos del norte están más relacionados genéticamente con los árabes del Líbano, Palestina, Siria y Jordania y algunos países del golfo.

### Religiones
- Suníes 90% (religión estatal), Cristianos, chiitas 9%

El islam, la religión de casi todo el pueblo argelino, impregna la mayoría de los aspectos de la vida. Proporciona a la sociedad su identidad social y cultural central y da a la mayoría de los individuos sus creencias éticas básicas.La Constitución argelina estipula que el Islam es la religión del Estado. Las leyes constitucionales permiten a los no musulmanes practicar sus rituales religiosos dentro de ciertos límites.

### Idiomas
Árabe (oficial), francés, lenguas bereberes (Cabilio, Chaouia, Tamahaq, Chenoua, Tumzabt).

### Alfabetización
Definición: Mayores de 15 años pueden leer y escribir.
Población total: 93%
Hombres: 92.8%
Mujeres: 95.2% (2003 est.)